# Sucho a teplo v Evropě 2019
Sucho a teplo v Evropě 2019 bylo období neobvykle horkého a suchého počasí, které ovlivňuje jihozápadní a střední Evropu od června 2019, což vedlo k rekordním teplotám v červnu na mnoha místech v Evropě. Toto období je podle meteorologů způsobeno vysokým atmosférickým tlakem a větry směrem od poušti Sahary.

## Důsledky

### Česko
Během tohoto období byl naměřen teplotní rekord za červen. Rekord byl naměřen v Doksanech a měl 38,9 C. Vysoké teploty také komplikují železniční dopravu v Česku.

### Belgie
Belgie zaznamenala 3 po sobě jdoucí dny přesahující 30 °C. 25. červen byl nejteplejším dnem v tomto třídenním období. Na mnoha místech teploty přesahovaly až 32 °C, někde teploty dosahovaly téměř na 35 °C.
Během období horkého počasí varovali ekologové před špatnou kvalitou ovzduší, která měla dopad hlavně na děti, starší osoby a osoby s dýchacími potížemi.

### Francie

Mapa Francie s vyznačenými teplotními výkyvy (27 až 28. června 2019)
Legenda
Normální teploty
Varování před zvýšenými teplotami
Nutná ostražitost před horkem
Nutná ostražitost před horkem

Francie je jednou z nejvíce postižených zemí. Na většině území Francie teploty přesáhly 32 °C dne 26. června. Météo France vydala oranžovou výstrahu pro mimořádně horké teploty pro většinu území (viz obrázek).
Francie v tomto období zaznamenala nejvyšší teplotu v historii měření. Teplota činila 45,1 °C a byla naměřena ve Villevieille, (předchozí teplotní rekord Francie byl 44,1 °C zaznamenaný v Conqueyracu a Saint-Christol-lès-Alesu.)

### Polsko
Polsko zaznamenalo také vysoké teploty. 12. června velká část země překročila 30 °C. Jako mnoho zemí západní a střední Evropy, většina Polska zaznamenala teploty okolo 33 °C dne 26. června.